# برونو كامبوس
برونو كامبوس (بالإنجليزية: Bruno Campos)‏ مواليد 3 ديسمبر 1973 في ريو دي جانيرو، هو ممثل أمريكي درس في جامعة نورث وسترن وجامعة ميشيغان.

## الأعمال

### أفلام
- الأميرة والضفدع (2009)

### مسلسلات
- شيكاغو
- فجأة سوزان
- مس
- ويل وغريس
- إي آر
- بوسطن ليغال
- نيب/تك
- كولد كيس
- سي اس آي: التحقيق في موقع الجريمة
- نمبرز
- كاسل
- شبح هامس

## روابط خارجية
- برونو كامبوس على موقع IMDb (الإنجليزية)
- برونو كامبوس على موقع روتن توميتوز (الإنجليزية)
- برونو كامبوس على موقع ألو سيني (الفرنسية)
- برونو كامبوس على موقع ميوزك برينز (الإنجليزية)
- برونو كامبوس على موقع أول موفي (الإنجليزية)
- برونو كامبوس على موقع قاعدة بيانات الأفلام السويدية (السويدية)
- برونو كامبوس على موقع إن إن دي بي (الإنجليزية)
- برونو كامبوس على موقع قاعدة بيانات الفيلم (الإنجليزية)
- برونو كامبوس على موقع كينوبويسك (الروسية)